# Same Mistake
Same Mistake – utwór brytyjskiego wokalisty Jamesa Blunta. Wydany został 3 grudnia 2007 roku przez wytwórnię płytową Atlantic Records jako drugi singel z jego drugiego albumu studyjnego, zatytułowanego All the Lost Souls. Twórcą tekstu utworu jest James Blunt, natomiast Tom Rothrock zajął się jego produkcją. Do singla nakręcono także teledysk, a jego reżyserią zajął się Jonas Åkerlund. „Same Mistake” notowany był na 12. pozycji na liście przebojów w Austrii.

## Pozycje na listach przebojów
| Kraj              | Lista (2007-08)         | Pozycja |
| ----------------- | ----------------------- | ------- |
| Austria           | Singles Top 75          | 12      |
| Belgia (Flandria) | Ultratip 50             | 3       |
| Belgia (Wallonia) | Ultratip 50             | 3       |
| Dania             | Tracklisten Top 40      | 26      |
| Holandia          | Single Top 100          | 48      |
| Kanada            | Canadian Hot 100        | 69      |
| Niemcy            | Top 100 Singles         | 27      |
| Szkocja           | Scottish Singles Top 40 | 33      |
| Szwajcaria        | Singles Top 75          | 21      |
| Szwecja           | Top 60 Singles          | 25      |
| Wielka Brytania   | Singles Top 100         | 57      |
| Włochy            | Top 20 Singles          | 19      |